# Státní knihovna Bamberg
Státní knihovna Bamberg (německy Staatsbibliothek Bamberg) je vědecká knihovna s důrazem na humanitní vědy ve městě Bamberku, ležící v Horních Francích. Dnes se knihovna nachází v prostorách Nové Rezidence (německy Neue Residenz) na katedrálním náměstí (německy Domplatz) a jejím zřizovatelem je Svobodný stát Bavorsko.

## Všeobecné údaje
Státní knihovna Bamberg je všeobecná knihovna, která pokrývá potřeby města a regionu, slouží bezplatně k vědeckým a pracovním účelům jakož i osobnímu vzdělávání. Svůj historicky rostoucí inventář průběžně doplňuje novými přírůstky ze všech oborů, zejména z historie, dějin umění a knižní kultury. Těžiště knihovního fondu však tvoří především regionální a vlastivědná literatura kraje Horní Franky. Od roku 1987 je dokonce zodpovědná za uchování povinných exemplářů tohoto kraje, tj. ukládá natrvalo povinný výtisk každé publikace vydané v tomto kraji. Knihovna dále uchovává celou řadu vzácných rukopisů (částečně digitalizované) a starých tisků. Při získávání nových exemplářů, při katalogizaci a užívání licenčních databází spolupracuje Státní knihovna úzce s místní Univerzitní knihovnou (německy Universitätsbibliothek Bamberg).
Mezi obzvláště výjimečné patří tyto sbírky a fondy: Historický spolek Bamberg, Přírodovědecká společnost Bamberg, Společnost E.T.A. Hoffmanna a Bamberská skupina Franckého svazu. Mezi výjimečné patří sbírka středověkých rukopisů, která sahá až k císaři Jindřichu II., jenž 1. listopadu 1007 založil bamberské biskupství.
Tři z těchto rukopisů byly přijaty do seznamu UNESCO Dědictví světových dokumentů (anglicky Memory of the World):
- Bamberská apokalypsa (německy Bamberger Apokalypse; Msc.Bibl.140)
- Komentář k Písni písní, ke Knize Šalamounových přísloví a ke Knize Daniel (německy Kommentar zum Hohen Lied, zu den Sprüchen Salomos und zum Buch Daniel; Msc.Bibl.22)
- Lorschský lékopis (německy Lorscher Arzneibuch; Msc.Med.1)

## Přehled o stavu knihovního fondu
- celkem ca. 566.000 jednotek médií
- ca. 80.000 grafik a fotografií
- ca. 3.600 prvotisků (inkunábule)
- celkem ca. 6.400 rukopisů a autografů, z toho ca. 1.000 středověkých rukopisů
- ca. 1.650 pravidelně vycházejících časopisů[1]

## Historie
Jádro knihovny a především pak rukopisné sbírky se váže k římskoněmeckému císaři Jindřichu II., který v roce 1007 založil tamní biskupství. Mezi jeho dary patřilo velké množství vzácných rukopisů, které získal či nechal vyhotovit on anebo jeho předchůdci. Proto se do Bamberka dostaly manuskripty z mnoha tehdejších duchovních center západního světa. Poté se Bamberk samotný stal regionálním centrem vzdělanosti, v němž bylo napsáno a iluminováno (opatřeno knižní malbou) mnoho knih, zvláště pak ve 12. století benediktýnskými mnichy z kláštera Michelsberg. Dále pak od 15. století patřily bamberské tiskárny mezi první, které německy tištěné knihy doplňovaly dřevořezy. Ačkoliv se nyní ve Státní knihovně nacházejí jen fragmenty z těchto tisků, dokumentuje sbírka inkunábulí v plném rozsahu knižní výrobu tamních tiskáren prvního století knihtisku.
Během sekularizace a mediatizace v letech 1802/1803, kdy se Bamberké biskupství stalo součástí Bavorského kurfiřtství, byly rukopisy a knihovny biskupství a městských klášterů sloučeny do současné Státní knihovny. Ta se poté ještě spojila s knihovnou staré bamberské univerzity, jež byla roku 1648 založena jako jezuitská kolej a uzavřena právě v době sekularizace. Během 19. století byla knihovna obohacena dary. Mezi nejznámější patří stále doplňovaná sbírka významného sběratele a historika umění Josepha Hellera, obsahující dnes asi 80.000 tisků a kreseb a rovněž i neméně významná literární sbírka E.T.A. Hoffmanna, kde vynikají zejména autorovy autografy z 18. a 19. století.

## Budova
Knihovna obývá převážně východní křídlo bamberské Nové Rezidence, která byla postavená podle plánů známého barokního stavitele Johanna Leonharda Dientzenhofera v letech 1697–1703 pro tehdejšího knížecího biskupa Lothara Franze von Schönborn (vládl v letech 1693–1729). V tomto traktu se původně nacházely správní orgány biskupa. K místnostem, které nejsou veřejně přístupné, patří tzv. Dominikánské místnosti. Jejichž název je odvozen od původních dřevěných knižních regálů pocházejících z bamberského dominikánského kláštera, zrušeného během sekularizace. K interním místnostem patří také sál Čtrnácti svatých pomocníků (německy Vierzehnheiligenpavillon) ve třetím patře, kde měl knížecí biskup uloženou vlastní knihovnu a který případně používal k soukromým účelům. Za hezkého počasí lze odtud spatřit asi 30 kilometrů vzdálenou poutní Baziliku Čtrnácti svatých pomocníků poblíž Bad Staffelsteinu. Knihovna používá od roku 1978 i bývalý vinný sklep pod čítárnou, jenž je dnes využíván jako příruční sklad. Veřejně přístupná je vstupní hala, v níž jsou prezentovány kulturněhistoricky cenné vitráže ze 16. a 17. století, za jejichž vlastnictví vděčí knihovna jednomu ze svých podporovatelů Josephu Hellerovi. Vstupní hala je propojená s čítárnou, která se skládá z původního audienčního a letního sálu knížecího biskupa. Čítárna nabízí okouzlující výhled na Růžovou zahradu, jež dal založit sám iniciátor Nové Rezidence Lothar Franz von Schönborn. Státní knihovna pořádá při zvláštních příležitostech rovněž i výstavy, během nichž si návštěvníci mohou prohlédnout hvězdnou klenbu (německy Sterngewölbe) a bývalý Zahradní sál, nazývaný též Scaglioliho sál (německy Scagliolasaal).